# Фавр, Владимир Владимирович
 Владимир Владимирович Фавр  (укр. Володимир Володимирович Фавр; 1874, Харьков — 1920 Пятигорск РСФСР) — русский учёный, доктор медицины, профессор (1916), врач-гигиенист, сверхштатный ассистент при кафедре гигиены Харьковского университета.

## Биография
Сын врача Владимира Георгиевича Фавра (1852—?); родился 5 июля 1874 года[по какому календарю?] в Харькове. После обучения в сельской школе в селе Купьевахе Богудовского уезда и в Харьковской немецкой школе, в январе 1883 года он поступил в младшее отделение приготовительного класса Первой Харьковской гимназии, курс которой он окончил в 1892 году с золотой медалью. В том же году он поступил на медицинский факультет Императорского Харьковского университета, курс которого он окончил в 1897 году со степенью врача. Состоя в университете В. В. Фавр занимался химией, бактериологией и гигиеной. В летний семестр 1896 года в Бреслау изучал практическую гигиену в гигиеническом институте профессора Карла Флюгге.
После окончания университетского курса он был избран ассистентом при кафедре гигиены, в этой должности он состоял до 1904 года. За это время он неоднократно бывал за границей, участвовал во многих съездах врачей и естествоиспытателей, работал в чумной лаборатории Института экспериментальной медицины. Принимал участие в экспедициях по изучению малярии на Кавказе.
В течение ряда лет В. В. Фавр собирал материалы по распространению малярии в России и в 1902 году заразил себя малярией, чтобы доказать роль малярийного комара в распространении этого заболевания; его ученики спасли ему жизнь. На VIII Пироговском съезде он выступил с докладом о малярии. После его выступления была создана комиссия по изучению малярии в России под председательством Г. Н. Габричевского.
В 1903 году в Харьковском университете Фавр защитил диссертацию на степень доктора медицины «Опыт изучения малярии в России в санитарном отношении» и весной 1904 года получил звание приват-доцента по кафедре гигиены. В 1905 году исполнял должность директора Харьковского повивального училища.
В этом же году был отправлен на театр военных действии в Маньчжурию, в качестве одного из двух заведующих Харьковским бактериолого-гигиеническим отрядом, для борьбы с заразными болезнями в армии. Возглавлял санитарную организацию в Харькове (1904—1919) и Пятигорске (1919—1920). В феврале 1905 года вернулся в Харьков и занял место городского санитарного врача.
С 1906 по 1911 год он преподавал фабричную гигиену в Харьковском технологическом институте. Был заведующий санитарным отделом Харьковской городской управы, музеем по фабричной гигиене. Писал статьи по гигиене для «Народной энциклопедии». В 1910 году руководил борьбой с чумной эпидемией в Одессе, а в 1911 году на Дальнем Востоке.
В январе 1919 года был избран председателем исполкома Чрезвычайной комиссии по борьбе с сыпным тифом. Заразившись сыпным тифом, умер в Пятигорске 24 марта 1920 года.
Им был описан новый вид малярийного комара, который он назвал в честь отечественного врача Н. А. Сахарова Anopheles sacharovi; позднее этот вид комара был обнаруженн и в других странах юга Европы.

## Труды
- Об этиологии параличей голосовых связок.
- Очерк санитарно бытовой выставки крестьян Новгородской губернии.
- О пептонизирующих бактериях молока.
- Брюшной тиф и санитарное неустройство Харькова.
- Берлинский конгресс по вопросу о борьбе с туберкулезом.
- Народные санатории для чахоточных в Западной Европе.
- Исследование монопольной водки.
- Способы общественно-государственной борьбы с пьянством.
- Казенная винная монополия и её гигиеническое значение.
- Народные столовые и об устройстве их в Харькове.
- Чумная лаборатория Института экспериментальной медицины.
- О полиморфизме чумного микроба.
- О Харьковском светильном газе.
- О влиянии обеспложенного воздуха на организм животных.
- Об изучении малярии в России с точки зрения комариной теории
- О зависимости распространения малярии от комаров.
- Опыт заражения человека малярией через укус.
- Опыт изучения малярии в России с санитарной точки зрения. Диссертация.
- Отчет Кавказской экспедиции по изучению малярии.
- Первая школа Харьковского общества грамотности в санитарном отношении.
- Пособие для студентов в практических занятиях по гигиене.
- О сообщении сведении о распространении венерических болезней среди студенчества.
- К статистике половых заболевании студенчества.
- Об участии городского управления в надзоре за проституцией.
- Перфоратор-бурав: (Сообщ. в Харьк. мед. о-ве 18 дек. 1893 г.) / [Соч.] В. Фавра, пом. дир. Харьк. земск.-повивального училища. — [Санкт-Петербург]: С.-Петерб. губ. тип., [1894]
- К этиологии параличей голосовых связок / [Соч.] В. В. Фавра; Из Терапевт. клиники проф. И. Н. Оболенского (Харьков). — Санкт-Петербург: К. Л. Риккер, 1896
- Историческая справка о распознавании чумы в начале чумных эпидемий. — [Санкт-Петербург]: тип. Я. Трей, ценз. 1899
- Берлинская выставка по уходу за больными / [Соч.] В. В. Фавра, ассист. Гигиен. лаб. Харьк. ун-та. — [Санкт-Петербург]: тип. П. П. Сойкина, ценз. 1899
- О голодном хлебе 1898 года / В. В. Фавр; Из Гигиен. лаб. Харьк. ун-та. — Харьков : паровая тип. и лит. Зильберберг, 1899. — 26 с.
- Способы общественно-государственной борьбы с пьянством. — Харьков: паровая тип. и лит. Зильберберг, 1900
- К вопросу о влиянии обеспложенного воздуха на организм животных : [По поводу работ д-ра Н. Кияницына]. — Санкт-Петербург: К. Л. Риккер, 1902
- О полиморфизме чумной палочки. — [Санкт-Петербург]: тип. Я. Трей, ценз. 1902
- Опыт изучения малярии в России в санитарном отношении. — Харьков: т-во «Печатня С. П. Яковлева», 1903
- Об организации городской исполнительной врачебно-санитарной комиссии. — Харьков: Типо-лит. Н. В. Петрова, [1906]
- По поводу частных установок биологической очистки в городе; II. Об ассенизации и очистке сточных вод Городской Александровской больницы. — Харьков: тип. и лит. Н. В. Петрова, 1906
- К вопросу о половых сношениях, о венерических болезнях и онанизме учащейся молодежи: Результаты харьк. анкеты среди студентов / [Соч.] Прив.-доц. В. В. Фавра. — Харьков: тип. «Печ. дело», 1910